# Sax (chanson)
Pour les articles homonymes, voir Sax.
Singles de Fleur East
One in a Million
(2013)
Sax est une chanson interprétée par l’auteure-compositrice-interprète britannique Fleur East. Sorti le 6 novembre 2015 et distribué par le label Syco, il s’agit du premier single extrait de son premier album studio, intitulé Love, Sax and Flashbacks (2015). La toute première performance scénique de Sax prend place à l’occasion de la mise en marche des illuminations de Noël sur Oxford Street le 1er novembre 2015. East livre également deux autres prestations tout aussi notables, dont une au cours de la douzième saison de l’émission de télévision The X Factor le 8 novembre et une autre sur le plateau de l’émission Alan Carr: Chatty Man le 20 novembre 2015.

## Développement
Après avoir été enrôlée parmi les finalistes de la onzième saison de l’émission de télévision britannique The X Factor, East est approchée pour signer une entente artistique avec le label Syco en janvier 2015. Elle commence alors à travailler sur son premier album studio, peu de temps après l’achèvement de la tournée promotionnelle en partenariat avec X Factor, partageant ainsi son temps entre Londres et Los Angeles pour participer à son enregistrement. Au cours de ces sessions passées en studio, elle dit avoir été fortement inspirée par le morceau Uptown Funk de Mark Ronson et décrit les quelques chansons enregistrées comme « très entraînantes, énergiques et avec beaucoup d’attitude », ajoutant « l’album a vraiment été influencé par la musique old school. On y trouve beaucoup de funk, de hip-hop, de soul ; une multitude de sonorités bien différentes et fusionnées entre elles. Tous les éléments qui englobent Sax - l’atmosphère emportée par un tempo rapide, cette forte énergie, les cuivres, le son funk bien à l’ancienne - sont tous les effets qu’on trouve dans la rue. J’ai certainement été pas mal influencée par tout ça ».
En juillet 2015, Simon Cowell, représentant du label Syco, fait savoir au journal britannique The Sun les faits suivants : « j’ai écouté son album et il est calibré pour lancer un succès international. Elle a découvert qui elle souhaitait vraiment être. Parfois, il nous faut simplement repérer la bonne personne, celle qui souvent ne représente pas le choix le plus évident se montrant à nous et Fleur est un bon exemple de ce cas précis ». La parution de Sax était à l'origine prévue pour le 23 octobre 2015, puis pour le 30 octobre, avant d’être finalement repoussée jusqu’au 6 novembre 2015, de manière à coïncider avec sa prestation scénique sur le plateau du X Factor.

## Accueil critique
Au moment de sa sortie, Sax est acclamé par la critique professionnelle. Lewis Corner, rédacteur pour le site web britannique Digital Spy, note que le titre a clairement été inspiré par Uptown Funk, mais rétorque que « son refrain tout en fanfare, ses paroles délurées et son crochet branché font en sorte qu’il se dresse comme un tube potentiel de son propre chef ».

## Classements et certifications
| Classements (2015–2016)                | Meilleure position |
| -------------------------------------- | ------------------ |
| Australie (ARIA)                       | 25                 |
| Belgique (Flandre Ultratop 50 Singles) | 1                  |
| Croatie (Airplay Radio Chart)          | 1                  |
| Écosse (OCC)                           | 2                  |
| Espagne (PROMUSICAE)                   | 24                 |
| Finlande (Suomen virallinen lista)     | 20                 |
| Irlande (IRMA)                         | 5                  |
| Pays-Bas (Nederlandse Top 40)          | 22                 |
| Pays-Bas (Single Top 100)              | 54                 |
| Pologne (ZPAV)                         | 51                 |
| Royaume-Uni (UK Singles Chart)         | 3                  |
| Royaume-Uni (UK Download Chart)        | 2                  |

| Pays              | Certification | Ventes et exportations |
| ----------------- | ------------- | ---------------------- |
| Royaume-Uni (BPI) | Or            | 400 000 exemplaires    |

## Formats et éditions
| - Téléchargement mondial numérique 1. Sax – 3:56 - Autres versions disponibles 1. Sax (Wideboys Club Mix) – 6:05 | - Maxi mondial numérique – The Selection EP 1. Sax (répétitions de la chorégraphie) [document vidéo] – 3:56 2. Sax (Wideboys Remix) – 4:02 3. Sax (LuvBug (en) Remix) – 3:36 4. Sax (Steve Smart Remix) – 3:34 5. Sax (entrevue) – 3:57 |